# Christine Majerus
Christine Majerus (nascida em 25 de fevereiro de 1987)  é uma ciclista profissional luxemburguesa, considerada a melhor ciclista de seu país.
Estreou como profissional em 2008, após o Campeonato de Luxemburgo em 2007 (3ª em ciclocross e em estrada, e vencedora no contrarrelógio). Sua única vitória profissional em nível internacional tem sido na corrida de estrada de um dia de Sparkassen Giro Bochum 2013.
Majerus competiu nos Jogos Olímpicos de Londres 2012 na prova de estrada feminina e terminou em 21º.